# Quận Washington, Kansas
Quận Washington là một quận thuộc tiểu bang Kansas, Hoa Kỳ. Theo điều tra dân số năm 2000 của Cục điều tra dân số Hoa Kỳ, quận có dân số 6483 người. Thủ phủ và đô thị lớn nhất quận này là Washington.6